# Canal de Isabel II

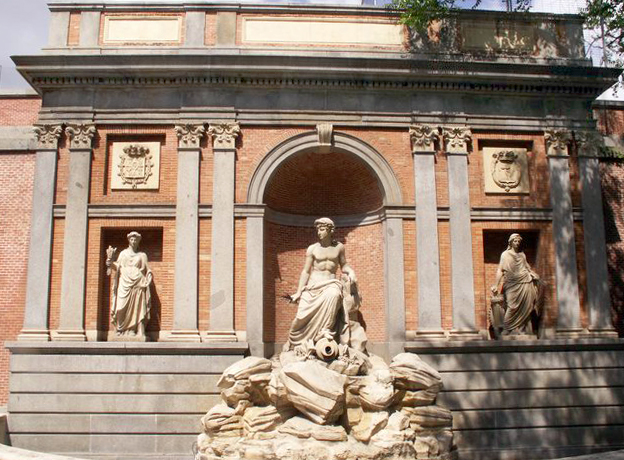
Scultura che celebra il primo deposito del Canal de Isabel II. Calle de Bravo Murillo 49, Madrid. Ingegner Juan de Ribera Piferrer, costruito nel 1858.

Il Canal de Isabel II (o CYII) è un'azienda dipendente dalla Comunità di Madrid (Spagna) dedicata alla gestione del ciclo integrale dell'acqua in gran parte della comunità autonoma, con tutti i processi orientati ad un'adeguata amministrazione delle risorse idriche.
Oggi, il Canal de Isabel II è un'azienda idraulica pubblica, che dipende dalla Comunità di Madrid dal 1984. Ha più di 2.200 dipendenti che si dedicano all'obiettivo di realizzare, con la massima efficienza, tutti i lavori relazionati al ciclo dell'acqua, oltre al mantenimento della qualità e della sicurezza nel servizio ai sei milioni di abitanti della regione madrilena.
Nel 1995 si aggiudicò anche la gestione del Servizio delle Acque della città di Cáceres; tale concessione è scaduta nel 2010 e il servizio è tornato sotto la direzione del comune di questa città.

## Storia

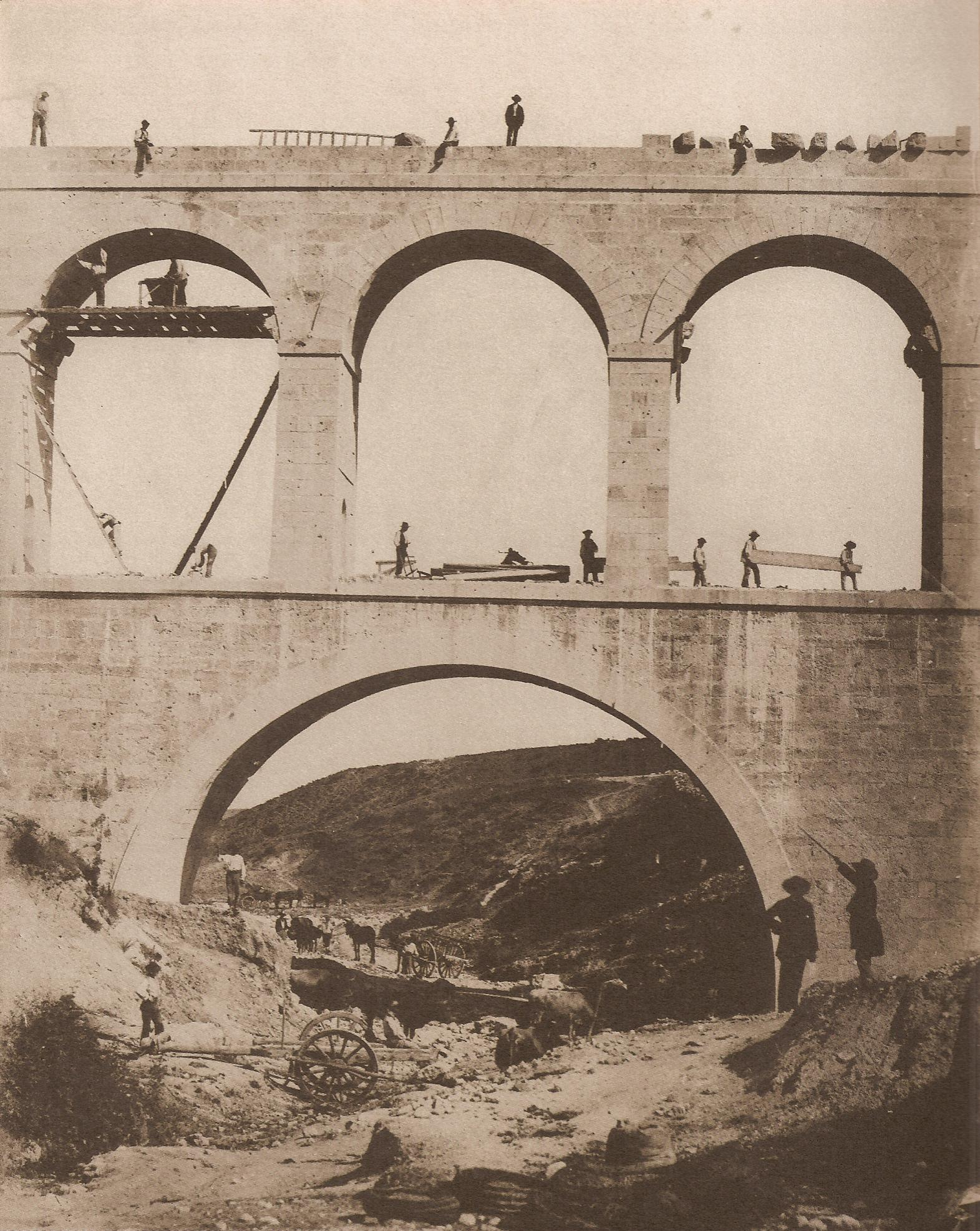
Lavori di costruzione del ponte-acquedotto della Sima, 1855

A partire da Filippo II, monarca che portò la Corte a Madrid, la storia di questa città è stata intimamente condizionata da una costante ricerca di riserve di acqua potabile. Fino ad allora, il sistema tradizionale di approvvigionamento consisteva nello scavo di pozzi per accedere all'acqua contenuta nel sottosuolo e, successivamente, nello sfruttamento dei corsi d'acqua prossimi a Madrid.
A poco a poco, per via del notevole incremento della popolazione, si rese necessario scavare gallerie sotterranee, le cosiddette condutture dell'acqua, per trasportare questa risorsa dalle falde acquifere ai pozzi della città. Queste condutture rimasero in uso fino alla metà del XIX secolo, però il metodo, con il passare del tempo, diventò insufficiente, creando un grave problema ai cittadini. Fino alla metà del XVIII secolo, l'approvvigionamento di acqua alle case private era a carico dei proprietari o dei loro servitori. Solo alcuni palazzi e conventi avevano fonti o pozzi nel proprio terreno. Con la crescita della popolazione, nacque la professione dell'aguador, persona dedicata a servire l'acqua a domicilio, per un prezzo pattuito.
A metà del XIX secolo, la capitale contava con 77 fonti pubbliche, in cui si installarono 128 rubinetti per riempire i secchi dei 950 aguadores, che distribuivano ogni giorno 663,50 «reales fontaneros» —unità di misura dell'epoca— di capacità, equivalenti a 2.150 m³.
Anche se vi furono vari progetti per rifornire di acqua la capitale a partire dalla metà del XVIII secolo, ciò avvenne solo nel 1848, quando fu definitivamente approvato un progetto provvisorio di rifornimento a Madrid, con acque del fiume Lozoya. Il progetto era pensato prevedendo la capacità di soddisfare le necessità di una popolazione doppia rispetto a quella che allora viveva a Madrid. Questo progetto, rivoluzionario per l'epoca, aveva una tale visione del futuro che oggi parte delle installazioni originali rimangono in uso.
Il 18 giugno del 1851, durante il regno di Isabella II, si promulgò il Decreto reale, controfirmato da Juan Bravo Murillo, presidente del consiglio dei ministri in quell'epoca, in cui si disponeva che il Governo avrebbe realizzato l'esecuzione dei lavori per mezzo di un canale derivato dal fiume Lozoya, che avrebbe preso il nome di Canal de Isabel II in onore alla Sovrana, vera promotrice del progetto.
Il primo punto di arrivo delle acque fu la calle San Bernardo. La prima pietra delle opere nella presa di captazione, chiamata «Pontón de la Oliva», fu posta l'11 agosto del 1851 da Francesco d'Assisi di Borbone-Spagna, il Re Consorte. Sette anni dopo, grazie all'importante spinta al progetto data dal Ministro dei Lavori Pubblici Manuel Alonso Martínez, il 24 giugno 1858, vi fu l'inaugurazione ufficiale, nell'ampia calle de San Bernardo, dell'arrivo delle acque a Madrid.
Le numerose infrastrutture idrauliche create dal Canal de Isabel II da allora nella Comunità di Madrid permisero che nel 1977 si convertisse in un'importante impresa pubblica con garanzia di successo nella gestione dell'acqua.

## Captazione

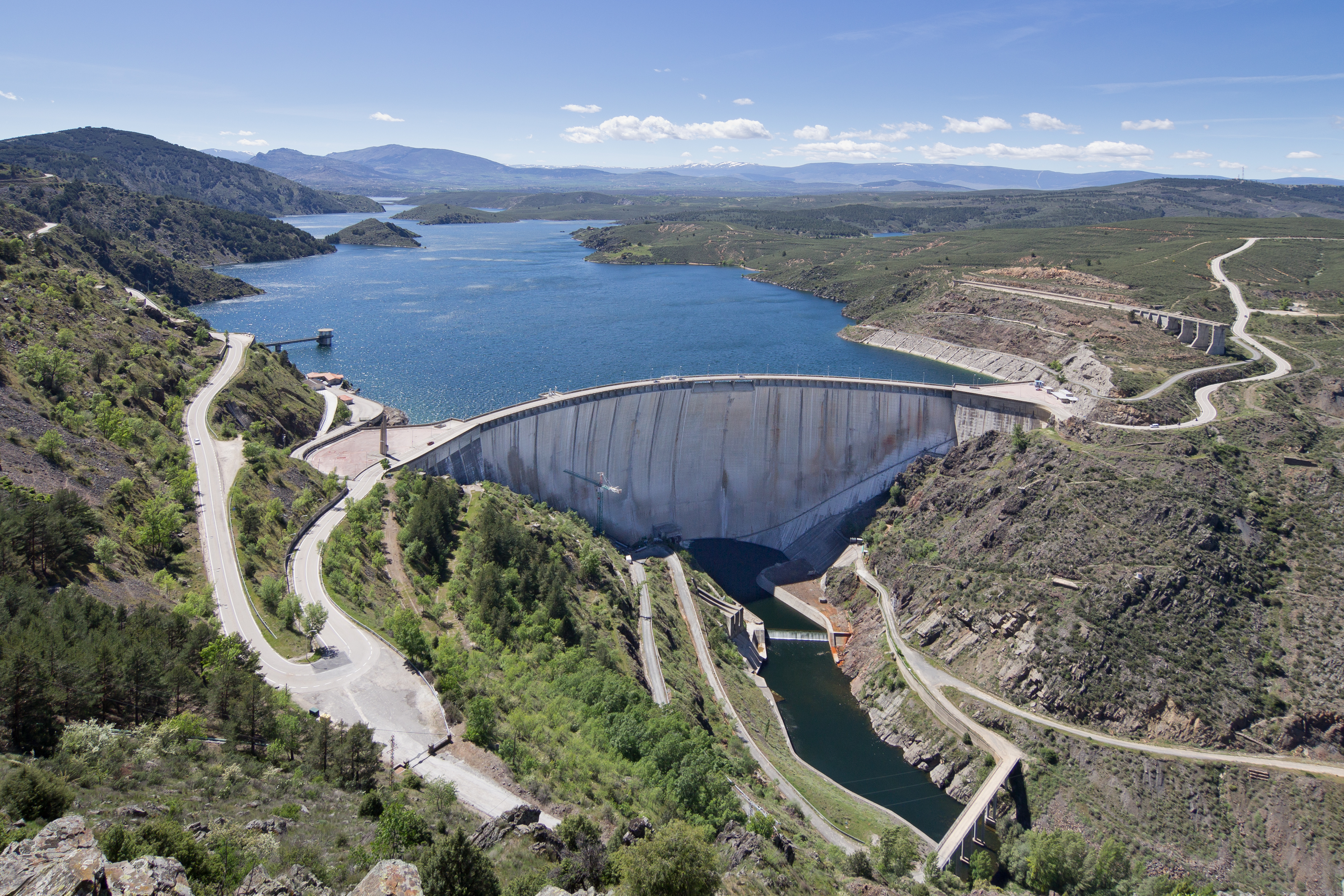
Diga del lago di El Atazar, il maggior bacino gestito dal Canal de Isabel II

Il Canal conta attualmente su 14 bacini artificiali, che hanno una capacità massima di accumulo di 946 milioni di m³. Il più grande è il lago di El Atazar, con una capacità di 425 milioni di m³, che rappresenta il 45% del totale dell'acqua accumulata dal Canal. In dimensioni è seguito dal lago di Valmayor (124 milioni di m³) e dal lago di Santillana (91 milioni di m³).
| Bacino                | Entrata in servizio | Capacità hm³ |
| --------------------- | ------------------- | ------------ |
| Bacino del Lozoya     |                     | 589,0        |
| El Villar             | 1879                | 22,4         |
| Puentes Viejas        | 1939                | 53,0         |
| Riosequillo           | 1958                | 50,0         |
| Pinilla               | 1967                | 38,1         |
| El Atazar             | 1972                | 425,3        |
| Bacino del Jarama     |                     | 55,7         |
| El Vado               | 1960                | 55,7         |
| Bacino del Guadalix   |                     | 40,9         |
| Pedrezuela            | 1968                | 40,9         |
| Bacino del Manzanarre |                     | 102,0        |
| Santillana            | 1912–1971           | 91,2         |
| Navacerrada           | 1969                | 11,0         |
| Bacino del Guadarrama |                     | 132,0        |
| Navalmedio            | 1969                | 0,7          |
| La Jarosa             | 1969                | 7,2          |
| Valmayor              | 1976                | 124,4        |
| Bacino dell'Alberche  |                     | 26,0         |
| Los Morales           | 1988                | 2,3          |
| La Aceña              | 1991                | 23,7         |

Allo stesso tempo, l'azienda dispone di 77 installazioni di captazione di acque sotterranee con sei zone di estrazione che incorporano le risorse estratte dalle falde acquifere alle grandi condutture e depositi del sistema generale di approvvigionamento.

## Trattamento

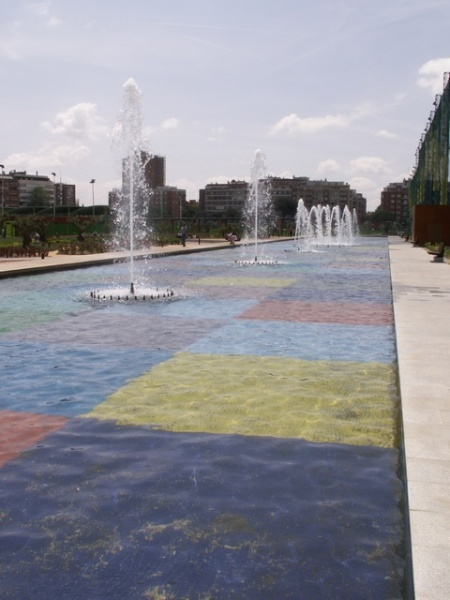
Terzo deposito e centro sportivo del CYII

L'acqua con cui si rifornisce la regione di Madrid presenta già all'origine un'eccellente qualità. Il Canal incrementa questa qualità nelle undici stazioni di trattamento di cui dispone, assicurando che l'acqua sia adatta al consumo umano, soddisfando i requisiti richiesti dalla legislazione vigente in materia di qualità dell'acqua potabile.
Per soddisfare questi requisiti, l'azienda dispone di un Laboratorio Centrale delle Acque dotato delle tecnologie più moderne, e di 30 stazioni di vigilanza automatica, che realizzano il campionamento e l'analisi in tempo reale dell'acqua in tutti i punti nevralgici della rete di approvvigionamento.

## Distribuzione
Per assicurare la fornitura di acqua nella Comunità di Madrid, il Canal dispone di 22 grandi depositi e 240 di minori dimensioni, così come di 18 stazioni di elevazione che permettono la fornitura alle zone più alte della Comunità. Oggi, la rete di distribuzione è formata da più di 14.500 chilometri di condutture.